# 派瓦新鎮
40°51′N 7°43′W / 40.850°N 7.717°W
派瓦新鎮（葡萄牙語：Vila Nova de Paiva，葡萄牙語發音：[ˈvilɐ ˈnɔvɐ ðɨ ˈpajvɐ] ⓘ）是葡萄牙維塞烏區的一个市镇，位於該國中北部，始建於1514年，面積175.53平方公里，2011年人口5,176，人口密度每平方公里29.49人。

## 友好城市
- 法國奥赛（2008年）